# Botun (Debarca)
Botun (macedónul: Ботун) település Észak-Macedóniában, a Délnyugati körzet Debarcai járásában.

## Népesség
| Lakosok száma | 523  | 569  | 526  | 453  | 303  | 305  | 212  | 227  | 163  |
|               | 1948 | 1953 | 1961 | 1971 | 1981 | 1991 | 1994 | 2002 | 2021 |

2002-ben 227 lakosa volt, akik közül 220 macedón, 3 szerb és 4 egyéb nemzetiségű.